# Beklierde kogeldistel
Beklierde kogeldistel (Echinops sphaerocephalus) is een plant in de composietenfamilie (Compositae) die een gelijkenis vertoont met de distels uit het geslacht Carduus. 
Deze plant kan een hoogte bereiken van 60 tot 120 cm en heeft een vierzijdige, weinig vertakte stengel met witte vilthaartjes. De bloei manifesteert zich tussen juni en eind augustus en levert een stekelig, rond bloemhoofdje. Deze bloemkorf bestaat uit vele kleine grijsblauwe bloemen. Wanneer de zaden rijp zijn valt de bloeiwijze uit elkaar.

## Verspreiding en ecologie
Oorspronkelijk is beklierde kogeldistel afkomstig uit het Middellandse Zeegebied, maar ook in de noordelijkere streken gedijt deze goed. De plant heeft een voorliefde voor droge, stenige grond.